# 赫伯特·巴德利
赫伯特·巴德利（英語：Herbert Baddeley，1872年1月11日—1931年7月20日），生于英格兰布罗姆利，英国前男子羽毛球、网球运动员。他曾获得温布尔登网球锦标赛男子双打冠军。

## 家庭
孪生兄弟威尔弗雷德·巴德利。